# Drapeau du Nicaragua
Le drapeau du Nicaragua a été adopté le 27 août 1971 (première adoption le 5 septembre 1908). Il est basé sur le drapeau des Provinces unies d'Amérique centrale.

## Description
Le drapeau et les armes du Nicaragua en usage aujourd'hui sont les plus semblables à ceux utilisés par les Provinces-Unies d'Amérique centrale. Le triangle, les volcans, le soleil levant, le Cap de la Liberté ainsi que tous les arcs-en-ciel apparaissent sur le drapeau original.
Le blason utilisé aujourd'hui contient le nom de l'État, Republica de Nicaragua, alors qu'en 1823 le titre était Provincias Unidas del Centro de America. La décision de revenir à des emblèmes utilisés par les Provinces-Unies d'Amérique centrale a été prise en 1908 et reflète les aspirations du Nicaragua pour la renaissance de l'entité politique formée par les 5 nations. Les 5 volcans représentent ces 5 États membres d'origine, le bonnet phrygien représente la liberté nationale, et les rayons du soleil et de l'arc-en-ciel représentant  le symbole de l'avenir radieux.
La présence d'un arc-en-ciel dans le blason fait du drapeau du Nicaragua l'un des trois seuls drapeaux nationaux contenant du violet, l'un étant celui de la Dominique et l'autre celui du El Salvador qui a également un arc-en-ciel. Les deux nuances de violet ne sont cependant pas identiques entre le Nicaragua et la Dominique.

## Drapeaux historiques

### Provinces unies d'Amérique centrale - République fédérale d'Amérique centrale (1823-1839)

Drapeau de la République fédérale d'Amérique centrale du 21 août 1823 au 22 novembre 1824
Pavillon militaire des Provinces unies d'Amérique centrale de 1823 à 1824
Drapeau de la République fédérale d'Amérique centrale du 22 novembre 1824 au 19 novembre 1839

Le drapeau bicolore bleu et blanc prend son origine lorsqu'il est hissé sur l'Amérique centrale le 4 juillet 1818 par Louis-Michel Aury au nom des Provinces-Unies du Río de la Plata, ayant pris certaines îles de la côte nicaraguayenne à la suite d'un affrontement avec les forces espagnoles.
En 1822, le général salvadorien Manuel José Arce, s'opposant à l'annexion de l'Amérique centrale par le Premier Empire mexicain, demande à sa femme Felipa Arazamendi et à sa sœur Antonia Manuela de confectionner un drapeau blanc et bleu ciel en l'honneur du drapeau hissé sur les côtes de l'Amérique centrale pour symboliser la liberté. Ce drapeau est béni le 20 février 1822 et est arboré à de multiples reprises lors des batailles contre les troupes impériales mexicaines.
La guerre de sécession du Mexique terminée, les anciennes provinces coloniales de San Salvador, du Guatemala, de Comayagua du Nicaragua et Costa Rica s'unissent pour former les Provinces unies d'Amérique centrale. Le 21 août 1823, le drapeau de Manuel José Arce est officiellement adopté avec son centre l'emblème national des Provinces Unies. Son pavillon militaire est une déclinaison du drapeau avec l'ajout de l'inscription « DIOS UNIÓN LIBERTAD » ((fr) « Dieu Union Liberté ») en lettres dorées. Cette inscription est d'ailleurs toujours utilisée sur le pavillon marchand du Salvador.
En 1824, une nouvelle constitution est approuvée, changeant le nom du pays en République fédérale d'Amérique centrale. Le drapeau est modifié seulement sur l'emblème, devenant ovale et adoptant le nouveau nom.

### Nicaragua (1838-1851)
Lors de la dissolution de la République fédérale en 1839, le Nicaragua s'étant séparé dès le 30 avril 1838, chacun des pays qui la composaient adopte un drapeau avec les mêmes couleurs, bleu et blanc, en ayant des différences sur l'emblème qui orne chacun des drapeaux.

### Fédération d'Amérique Centrale (1851)
Le 9 janvier 1851, le Honduras, le Salvador et le Nicaragua se réunissent de nouveau en une seule entité, la Fédération d'Amérique Centrale, dans l'intention de rétablir l'unité régionale. Le régime de la fédération décide le 22 avril 1851 l'adoption d'un drapeau commun, composé de trois bandes horizontales, 2 bleues entourant une blanche ornée en son centre de l'emblème de la fédération.

### Nicaragua (1854-1896)

Drapeau du Nicaragua du 21 avril 1854 à 1858
Pavillon marchand du Nicaragua du 21 avril 1854 à 1858
Drapeau du Nicaragua de 1858 à 1889
Drapeau du Nicaragua de 1889 à 1893
Drapeau du Nicaragua de 1893 au 15 septembre 1896

Le 16 mai 1853, le directeur suprême de l'État du Nicaragua, Fruto Chamorro Pérez, convoque une nouvelle assemblée nationale constituante. Après quelques difficultés à réunir l'ensemble des élus, l'assemblée est inaugurée à Managua le 22 janvier 1854. Une des premières dispositions prises est décrétée le 28 février de la même année où l'État est nommé comme République où un président exerce ses fonctions pour une durée de 4 ans. L'assemblée adopte ensuite une loi le 21 avril 1854 décrivant le nouveau drapeau, ayant changé de couleurs, trois bandes horizontales de couleurs jaune, blanche et nacre. En son centre apparaît l'emblème en vigueur du pays.

### Nicaragua au sein de la Grande République d'Amérique Centrale (1896-1898) puis indépendante (1898-1908)

Drapeau de la Grande République d'Amérique Centrale du 15 septembre 1896 au 21 novembre 1898
Drapeau du Nicaragua de 1896 au 5 septembre 1908

Le président nicaraguayen José Santos Zelaya, dévoué à la cause d'Union Centroamericaine, souhaite que son pays utilise le drapeau et les armoiries des défuntes Provinces unies d'Amérique centrale avec quelques modifications.

## Sources
- (en) Cet article est partiellement ou en totalité issu de l’article de Wikipédia en anglais intitulé « Flag of Nicaragua » (voir la liste des auteurs).
- (en) « Description du drapeau », Flags of the World